# Адміністративний контроль
Адміністративний контроль — це сукупність процедур, які дозволяють визначити законність здійснюваних операцій, ступінь виконання стратегічних і поточних планів, ефективність залучення і використання ресурсів. Мета адмінконтролю — забезпечення відповідної стандартизації внутрішніх господарських процесів, координація дій підрозділів, удосконалення організаційної структури корпоративного управління, проведення комплексного аналізу результативності господарської діяльності корпоративного підприємства та його ресурсного забезпечення.
Адміністративний контроль дозволяє виявляти ризики й уживати ефективні заходи щодо їх мінімізації.
Адміністративний контроль — це управлінська діяльність, спрямована на визначення поточного стану керівної підсистеми системи управління організацією і процеси що в ній відбуваються, з метою виявлення можливих відхилень від заданого режиму функціонування.

## Мета й принципи адміністративного контролю
Основна мета адміністративного контролю полягає у своєчасному отриманні інформації про те, чи були досягнуті поставлені цілі й виконані завдання. При цьому важливо, щоб всі системи контролю оперативно фіксували будь-які відхилення фактичних показників від планових. Це дозволить вчасно вносити відповідні корективи в процес функціонування організації.
Основні принципи адміністративного контролю спираються на 4 складові, що дозволяють керівнику організації визначити що, коли й де контролювати, а також хто повинен здійснювати контроль.
- принцип ключових елементів контролю спирається на положення, згідно з яким стандарти є елементом планування;
- принцип місця контролю полягає в тому, щоб керівник організації з'ясував, в яких структурних підрозділах організації відбуваються дії, що мають вирішальне значення для досягнення цілей функціонування;
- принцип дотримання термінів контролю дозволяє більш ефективно й своєчасно використовувати отриману в процесі здійснення контрольної діяльності інформацію та швидко реагувати на зміни, що відбуваються;
- принцип самоконтролю полягає в наданні працівникам організації можливості самим здійснювати оцінку результатів власної діяльності та своєчасно вносити в неї необхідні корективи.